# Impasse Voltaire
Pour les articles homonymes, voir Impasse Voltaire.
L'impasse Voltaire est une voie privée du hameau Boileau situé au no 38 de la rue éponyme dans le 16e arrondissement de Paris, en France.

## Situation et accès
Cette voie fait partie du hameau Boileau.
L'impasse Voltaire est desservie à proximité par les lignes 9 et 10 à la station Michel-Ange - Molitor.

## Origine du nom
Cette voie tient son nom de l'écrivain et philosophe Voltaire (1694-1778). 

## Historique
Cette voie, créée en 1838 sous sa dénomination actuelle sur le terrain de l'imprimeur Rose-Joseph Lemercier, a été dessinée par l'architecte Théodore Charpentier.
Le hameau Boileau a été classé comme site par décret du 3 juillet 1970 alors qu'il faisait face à des menaces de démolition de la part de promoteurs immobiliers.